# Adine Joliveau de Ségrais
Adine Joliveau de Segrais, née en 1756 et morte en 1830, est une fabuliste et poétesse française.

## Biographie
Fille d'Alexandre Étienne Gehier, avocat du roi et subdélégué de l'intendant de Champagne, et de Marie-Madeleine Clément, Marie-Madeleine Nicole Alexandrine dite Adine Gehier naît le 17 novembre 1756 à Bar-sur-Aube. Après son mariage le 19 janvier 1775 avec Nicolas Claude Joliveau de Ségrais, administrateur des messageries royales,, elle perfectionne à Paris son éducation et sa culture en apprenant le latin, l'anglais et l'italien. Elle apprécie les Fables de La Fontaine et commence à en composer pour ses enfants, qui paraissent ensuite dans des périodiques. En 1801, un recueil de ses fables en vers est publié, il est réédité en 1807 et en 1814.
Elle est la première femme élue à la Société d'émulation de l'Ain.
Elle meurt le 21 octobre 1830 à Paris.

## Œuvres
- Fables nouvelles en vers... suivies de quelques poésies, par Madame A. Joliveau, Cordier et Legras, Paris, 1801.
- Fables nouvelles, en vers... 2e édition, revue, corrigée et augmentée de trois livres, par Madame A. Joliveau, L. Collin, Paris, 1807.
- Stances au sujet du mariage de S. M. Napoléon,... avec Marie-Louise, archiduchesse d'Autriche, impr. de Ogier, Paris (1810)
- Susanne, poème en quatre chants, suivi du repentir et de poésies fugitives, par Mme A. Joliveau, impr. de L.-G. Michaud, Paris, 1811.
- Fables nouvelles en vers, divisées en neuf livres, Janet et Cotelle (Paris), 1814, lire en ligne sur Gallica.